# Pediatrik

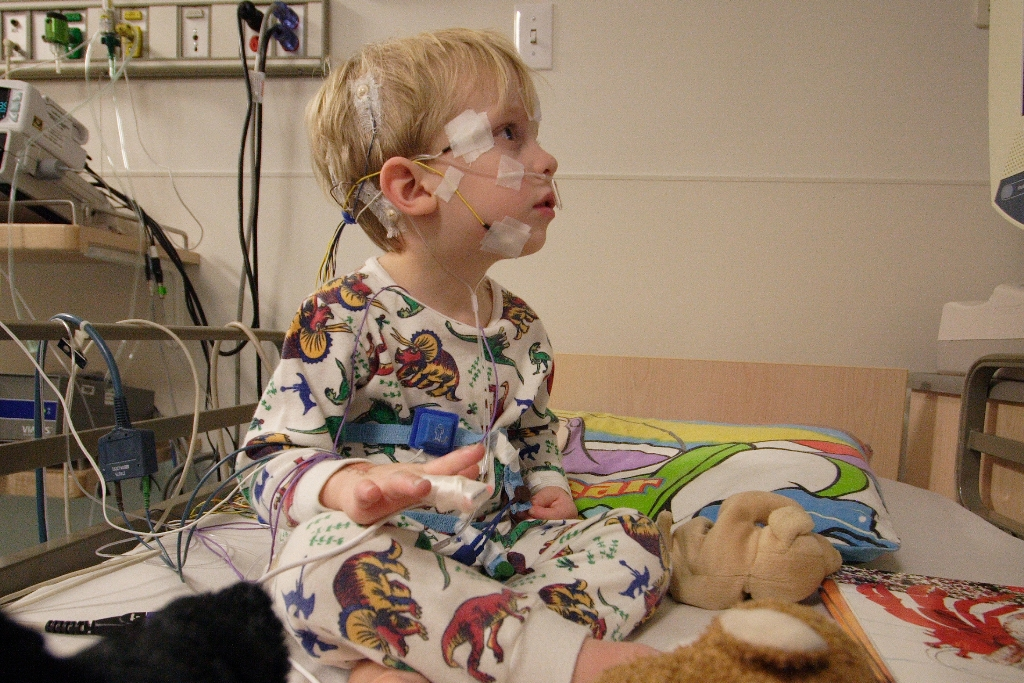
Pediatrik

Pediatrik (se även preventiv pediatrik som barnhälsovård (BHV) och elevhälsa) är den specialitet inom medicin som handlar om spädbarn, barn, ungdomar och unga vuxnas hälsa och sjukdomar.I Storbritannien täcker pediatrik ungdomar fram till 18 års ålder medan i USA är det vanligt att patienter söker pediatrisk vård till och med 21 års ålder. I Sverige brukar pediatriken i allmänhet ta hand om patienter upp till 18 års ålder men i vissa fall om patienten lider av kroniska sjukdomar eller funktionshinder, kan pediatriska specialister fortsätta att ta hand om dem även efter att de har fyllt 18 år. En läkare som är specialist i pediatrik kallas barnläkare, pediater eller pediatriker.

## Historia

### Första tecknen för utveckling
Pediatrik är en relativt ny gren inom medicinen. Läkare har tidigare tagit hand om patienter i alla åldrar, med olika hälsoproblem utan att specialisera sig på en viss åldersgrupp eller sjukdom. Dessa läkare hade en bred kunskap om medicin och sjukdomar som gjorde det möjligt för dem att behandla patienter oavsett ålder eller tillstånd. Detta började utvecklas när antika läkare såsom Hippokrates och Soranos från Efesos var tidiga med att kommentera sjukdomar hos barn som till exempel diarré och astma. De uppmärksammade även metoder som att kunna använda fingernageln för att ta reda på bröstmjölkens kvalité och fetthalt. 

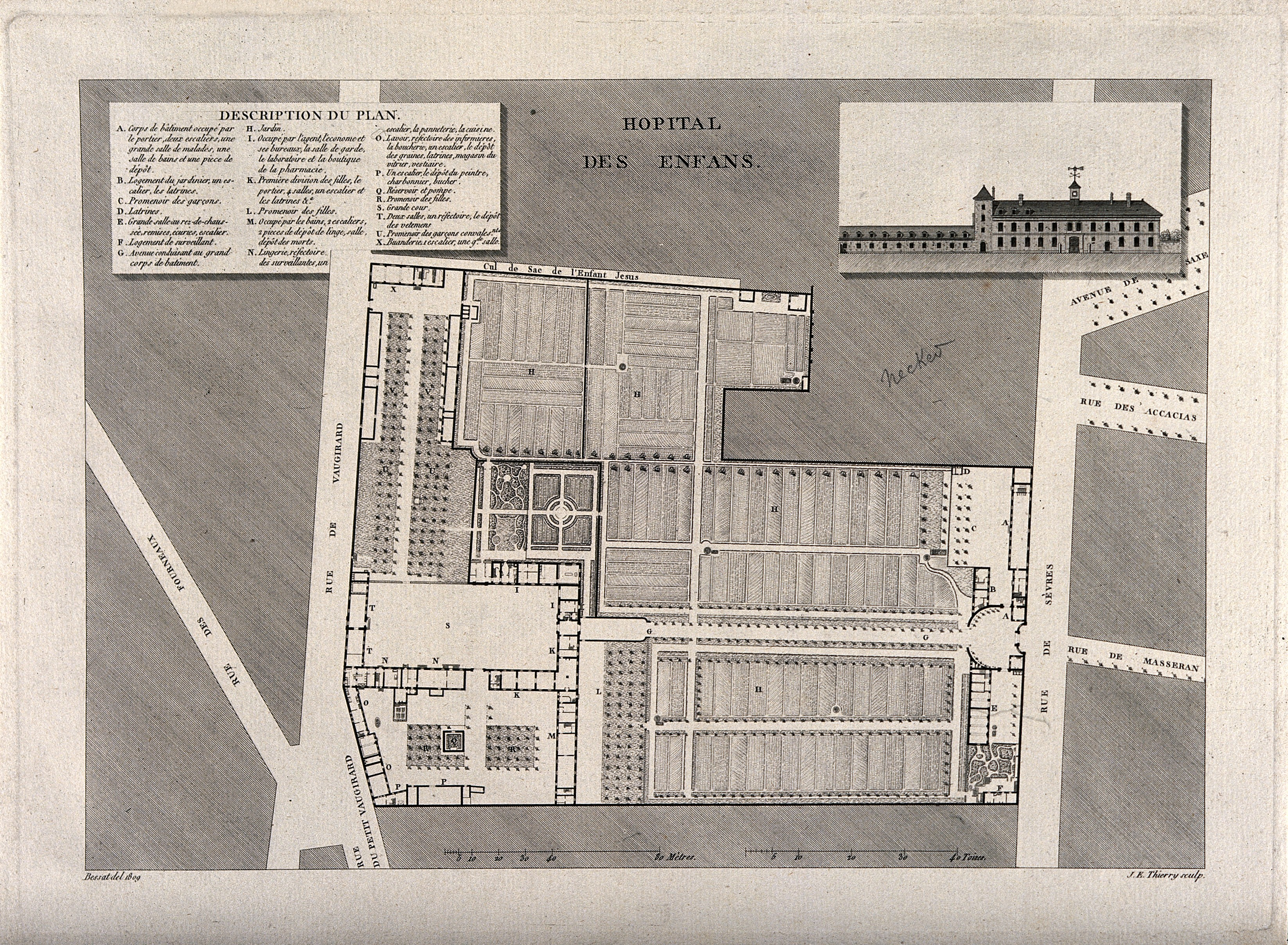
Hôpital des Enfants-Malades, första pediatirksa sjukhuset i världen, Paris 1802

### 1800-talet
Under 1800-talet fortsatte pediatrisk medicin att utvecklas och specialiserade pediatriska kliniker etablerades i flera städer runt om i Europa. Forskning och utbildning inom pediatrik blev allt viktigare och läkare började utveckla specialiserade kunskaper och tekniker för att behandla barn på ett mer effektivt sätt. I Paris etablerades Hôpital des Enfants-Malades 1802, vilket var det första sjukhuset som var speciellt inrättat för att behandla sjuka barn. Sjukhuset hade en dedikerad personal som bestod av läkare och sjuksköterskor med specialkompetens inom pediatrik. Detta var ett stort steg i utvecklingen av kunskap om barns hälsa och välbefinnande.

## Utbildningskrav
Kraven för att bli barnläkare är höga och det är ett eftertraktat yrke. Först krävs läkarutbildning som är 12 terminer, 6 år lång. Efter godkänd examinering ansöker man om läkarlegitimation hos Socialstyrelsen. Därefter genomgås bastjänstgöring som tar 6 månader. Efter bastjänstgöringen kan man välja att specialisera sig till barnläkare, vilket tar ytterligare 5 år.

## Grenar inom pediatriken
Det finns många subspecialiteter inom pediatrik, några av de vanligaste inkluderar:
1. Neonatologi - medicinsk vård för nyfödda, särskilt de som är för tidigt födda eller har andra medicinska problem vid födseln.
2. Barnkardiologi - diagnos och behandling av hjärtsjukdomar hos barn.
3. Barnneurologi - behandling av neurologiska sjukdomar och störningar hos barn, till exempel epilepsi, cerebral pares och autism.
4. Barnendokrinologi - behandling av endokrina sjukdomar hos barn, till exempel diabetes och hypotyreos.
5. Barnonkologi - behandling av cancer hos barn så som leukemi, hjärntumörer och lymfom.
6. Barnallergologi - diagnos och behandling av allergier hos barn.
7. Barnreumatologi - behandling av reumatiska sjukdomar som påverkar barn, inklusive lupus och juvenil idiopatisk artrit.[6]

### Subspecialiteternas betydelse
Barn är inte små vuxna, och deras medicinska behov skiljer sig från vuxnas behov på många sätt. De har sina egna specifika sjukdomar, störningar och tillstånd och de kan reagera annorlunda på medicinsk behandling. Genom att specialisera sig inom en specifik subspecialitet inom pediatrik kan läkare och andra vårdgivare ge mer noggrann diagnostik och behandling.

## Tidig födsel
Barn som föds tidigt kräver ofta hjälp av vården, där spelar pediatriker en stor roll. Det finns många anledningar till att barnen föds tidigt, vanligast är att själva förlossningen startar för tidigt av någon anledning. Den prematura födelsen kan bland annat orsakas av komplikationer såsom preeklampsi.

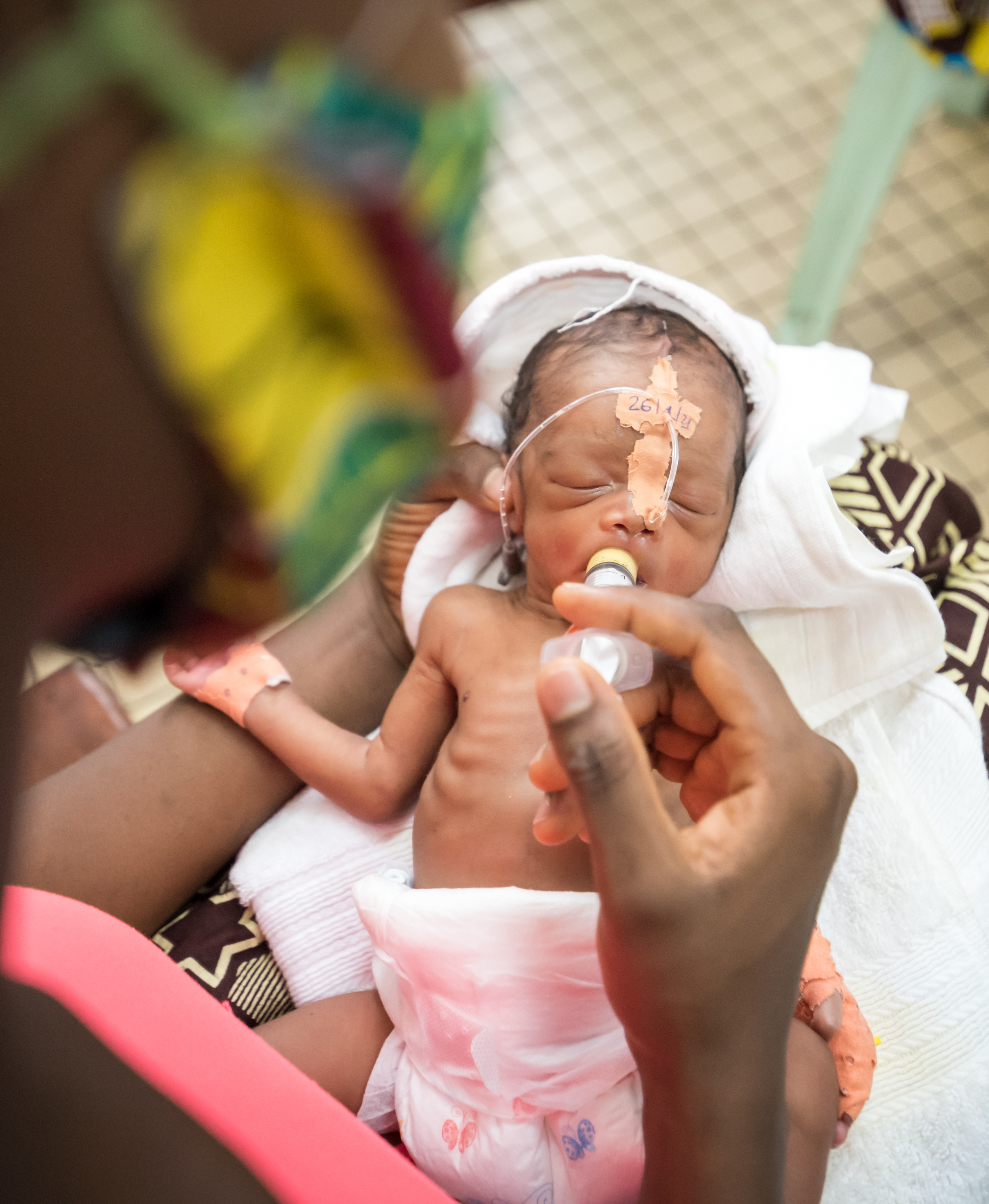
Prematurt fött barn

### Kategorier för prematur födelse
Födelsevikten  :
- Makrosomisk nyfödd: vikt mer än än 4500 gram.
- Normalvikt nyfödd: mellan 2500 och 3500 gram.
- Prematur: mindre än 2500 gram.
- Lite prematur: mindre än 1500 gram.
- Mycket liten prematur: mindre än 1000 gram.

## Betydelsen av spädbarns- och småbarnsmatning
Adekvat nutrition under barndomen är viktigt för att säkerställa barns tillväxt, hälsa och utveckling. Undernäring under de första två levnadsåren orsakar tillväxthämning vilket kan leda till att barnet i vuxen ålder är flera centimeter kortare än den potentiella längden.  Det finns även bevis på att vuxna som var undernärda i tidig barndom har nedsatt intellektuell prestation.  Kvinnor som var undernärda som barn får en påverkan på sin reproduktionsförmåga, deras barn kan i sin tur ha lägre födelsevikt och kvinnorna har mer komplicerade förlossningar. Näringsbrist är även förekommande hos inneliggande patienter på sjukhus och pediatriker har en viktig roll i att motverka och hjälpa .